# Circuit de Wallonie 2023
De 57e editie van de wielerwedstrijd Circuit de Wallonie werd gehouden op 18 mei 2023. De renners moesten normaal 183,8 kilometer rijden maar door een ongeluk reden ze maar 150 kilometer met zowel de start als de finish in Charleroi. De wedstrijd maakte deel uit van de UCI Europe Tour 2023, in de categorie 1.1. In 2022 won de Italiaan Andrea Pasqualon. Deze editie werd gewonnen door de Belg Jordi Meeus.

## Uitslag
| Circuit de Wallonie 2023 |                  |                             |          |
| Plaats                   | Naam             | Ploeg                       | Tijd     |
| Winnaar                  | Jordi Meeus      | BORA-hansgrohe              | 3u23'36" |
| 2                        | Lionel Taminiaux | Alpecin-Deceuninck          | z.t.     |
| 3                        | Timo Kielich     | Alpecin-Deceuninck          | z.t.     |
| 4                        | Milan Menten     | Lotto Dstny                 | z.t.     |
| 5                        | Laurence Pithie  | Groupama-FDJ                | z.t.     |
| 6                        | Rory Townsend    | Bolton Equities Black Spoke | z.t.     |
| 7                        | Sandy Dujardin   | TotalEnergies               | z.t.     |
| 8                        | Madis Mihkels    | Intermarché-Circus-Wanty    | z.t.     |
| 9                        | Dries Van Gestel | TotalEnergies               | z.t.     |
| 10                       | Giacomo Nizzolo  | Israel-Premier Tech         | z.t.     |
|                          |                  |                             |          |
| 15                       | Rick Pluimers    | Tudor Pro Cycling Team      | z.t.     |